# Oxinasphaera rebutia
Oxinasphaera rebutia är en kräftdjursart som beskrevs av Bruce1997. Oxinasphaera rebutia ingår i släktet Oxinasphaera och familjen klotkräftor. Inga underarter finns listade i Catalogue of Life.